# Plaqueuse de chant
La plaqueuse de chant est une machine utilisé dans l'ameublement. Elle est utilisée pour coller les chants afin de masquer les bords visibles des panneaux composant un meuble. Il existe des plaqueuses de chant portatives ou stationnaires.

## Fonctionnement
La plaqueuse de chant dispose d'un bac de colle, qui est rempli de colle thermofusible sous forme de granulés. Cette colle est chauffée entre 180 °C et 200 °C. Un rouleau encolleur applique la colle sur le support puis un rouleau de pressage pose le chant.

## Plaqueuse de chant stationnaire
La plaqueuse de chant stationnaire est une machine où la pièce est posé par l'opérateur contre un guide d'entrée, la pièce est ensuite guidée à travers la machine par une chaîne d'entrainement. Le chant sort de la machine collé et affleuré.

### Composition
La plaqueuse de chant est composée de :
- Une chaîne d'entrainement ;
- Un rail à roulette pour les pièces larges ;
- Un magasin de chant qui permet une alimentation automatique de la machine ;
- Un bac de colle ;
- Un agrégat de calibrage afin d'avoir une surface de collage propre ;
- Des rouleaux de pressage qui permettent de coller le chant ;
- Un agrégat de coupe en bout pour couper le chant le chant droit en bout de pièce ;
- Un agrégat de fraisage pour affleurer le chant par rapport au parement de la pièce ;
- Des racleurs pour enlever les surplus de colle[2].

## Plaqueuse de chant portative

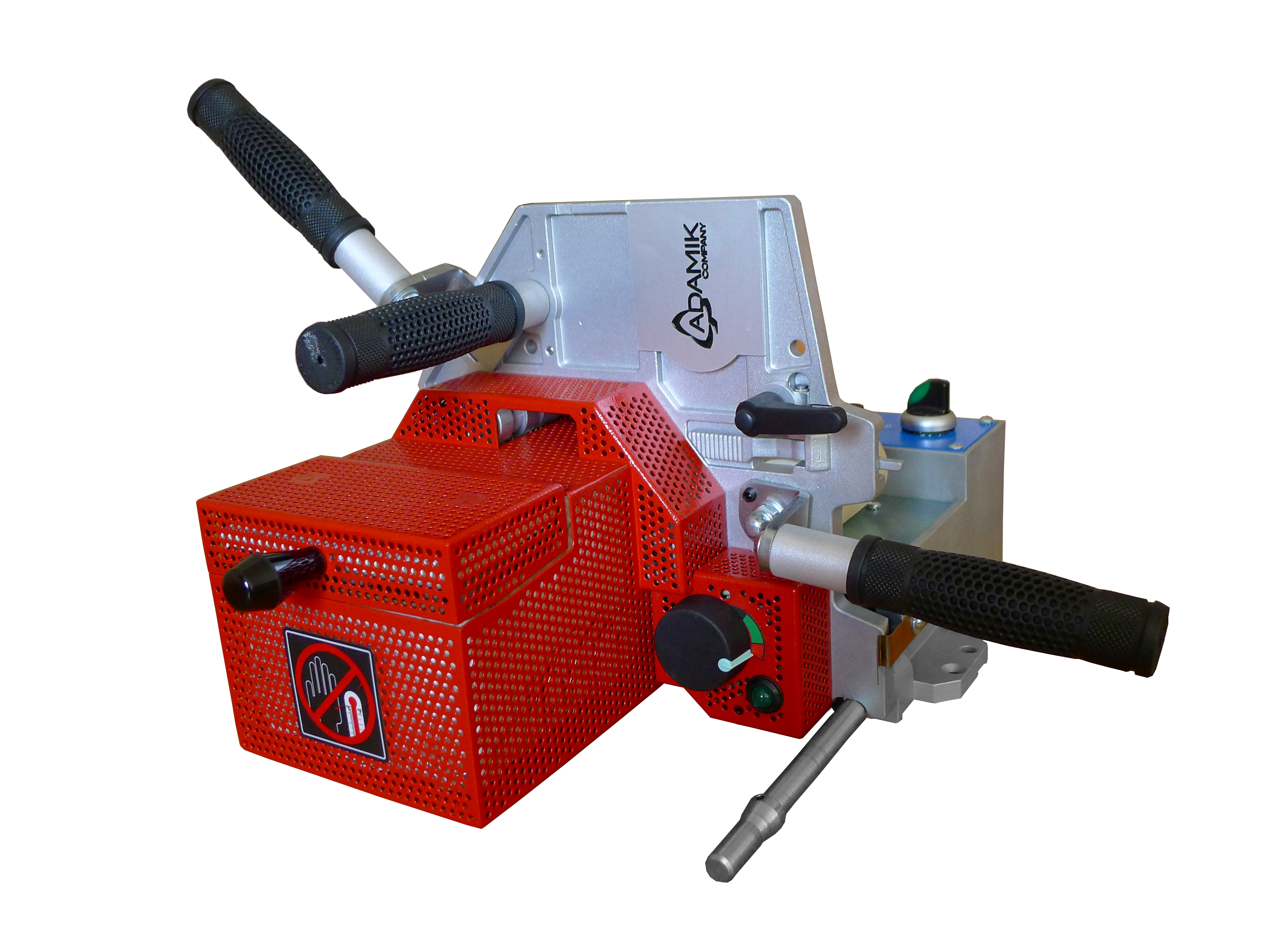
Plaqueuse de chant portative.

La plaqueuse de chant portative est utile pour le collage de chant sur des pièces de forme arrondies. Contrairement aux machines stationnaires il n'y a pas de chaîne d'entrainement, c'est à l'opérateur de faire avancer la machine autour de la pièce.